# Jan-Olof Hedström
Anders Jan-Olov (Jan-Olof) Hedström, född 3 juni 1943 i Piteå landsförsamling, Norrbottens län, död 8 september 2022, var en svensk civilingenjör och ämbetsman.
Hedström studerade lantmäteri vid Kungliga Tekniska högskolan, där han avlade examen 1968. Han var verksam som lantmätare 1968–1976 och arbetade därefter under lång tid vid länsstyrelsen i Norrbottens län, under perioden 1986–1997 som länsråd. Hedström var bergmästare och chef för Bergsstaten 1997–2010.